# Chytrolestes alibaba
Chytrolestes alibaba är en stekelart som beskrevs av Lasalle 1994. Chytrolestes alibaba ingår i släktet Chytrolestes och familjen finglanssteklar. Inga underarter finns listade i Catalogue of Life.